# リーズ・ライノズ
リーズ・ライノズ（Leeds Rhinos）は、イングランド、ウェスト・ヨークシャー、リーズのプロラグビーリーグクラブである。1870年創設。イングランドのラグビーリーグクラブの最上位の競技会であるスーパーリーグに参加しており、1996年のリーグ創立以来8度の優勝を果たしている。ホームグラウンドはヘディングリー・ラグビー・スタジアムである。
「Rhino」は英語でサイのこと。
1996シーズンの終了までは単にリーズと呼ばれていた。歴史的にはロイナーズ（Loiners）とも呼ばれる。ロイナーはリーズの住民の呼称である。
1895年、リーズはラグビーフットボール連合（RFU）を脱退し、他の21のクラブと共に北部ラグビーフットボール連合（現在のラグビーフットボールリーグ）を結成した。ラグビーユニオンクラブのヨークシャー・カーネギーと同じ運営母体を持ち（Leeds Rugby Limited）、ホームスタジアムを共用している。
リーズはチャレンジカップのタイトルを13回、リーグ・チャンピオンシップのタイトルを11回、ワールドクラブチャレンジのタイトルを3回手にしている。

## タイトル・表彰

### リーグ
- ディビジョン1/スーパーリーグ
  - 優勝 (11): 1960-61, 1968-69, 1971-72, 2004, 2007, 2008, 2009, 2011, 2012, 2015, 2017
  - 準優勝 (11): 1914-15, 1928-29, 1929-30, 1930-31, 1937-38, 1969-70, 1972-73, 1994-95, 1995-96, 1998, 2005
- ディビジョン2/チャンピオンシップ:
  - 準優勝 (1):1902-03
- プレミアシップ:
  - 優勝 (2): 1974-75, 1978-79
  - 準優勝 (1): 1994-95
- RFLヨークシャーリーグ:
  - 優勝 (14):1901–02, 1927–28, 1930–31, 1933–34, 1934–35, 1936–37, 1950–51, 1954–55, 1956–57, 1960–61, 1965–66, 1967–68, 1968–69, 1969–70

### カップ
- チャレンジカップ:
  - 優勝 (13): 1909–10, 1922–23, 1931–32, 1935–36, 1940–41, 1941–42, 1956–57, 1967–68, 1976–77, 1977–78, 1999, 2014, 2015
  - 準優勝 (12): 1942-43, 1946-47, 1970-71, 1971-72, 1993-94, 1994-95, 2000, 2003, 2005, 2010, 2011, 2012
- リーグカップ:
  - 優勝 (2): 1972-73, 1983-84
  - 準優勝 (3): 1982-83, 1987-88, 1991-92
- BBC2 Floodlitトロフィー:
  - 優勝 (1): 1970-71
- ヨークシャーカップ:
  - 優勝 (17): 1921–22, 1928–29, 1930–31, 1932–33, 1934–35, 1935–36, 1937–38, 1958–59, 1968–69, 1970–71, 1972–73, 1973–74, 1975–76, 1976–77, 1979–80, 1980–81, 1988–89
  - 準優勝 (4): 1919-20, 1947-48, 1961-62, 1964-65,

### 国際大会
- ワールドクラブチャレンジ:
  - 優勝 (4): 2005, 2008, 2010, 2012
  - 準優勝 (4): 2009, 2013, 2016, 2018

## 情報源
- Rhinos: history and facts